# Ducat de Lerma

Escut dels ducs de Lerma

El Ducat de Lerma és un títol de la noblesa castellana creat l'any 1599 pel rei Felip III d'Espanya i atorgat al V marquès de Dénia i IV comte de Lerma, Francisco Gómez de Sandoval-Rojas i de Borja, favorit del rei. El 2 de desembre de 1726 el rei Felip V d'Espanya va adherir al títol la grandesa d'Espanya de primera classe.
La base del Ducat era la vila burgalesa de Lerma on es conserva el Palau dels ducs de Lerma, avui convertit en un establiment hoteler.

## Llista dels ducs de Lerma
|                                 | Titular                                                        | Període                         |
| Creació per Felip III d'Espanya | Creació per Felip III d'Espanya                                | Creació per Felip III d'Espanya |
| ------------------------------- | -------------------------------------------------------------- | ------------------------------- |
| I                               | Francisco Gómez de Sandoval-Rojas i de Borja                   | 1599-1625                       |
| II                              | Francisco Gómez de Sandoval i Padilla                          | 1625-1635                       |
| III                             | Mariana Gómez de Sandoval i Enríquez de Cabrera                | 1635-1651                       |
| IV                              | Ambrosio de Aragón i Sandoval                                  | 1651-1659                       |
| V                               | Catalina de Aragón i Sandoval                                  | 1660-1668                       |
| VI                              | Catalina Gómez de Sandoval i Mendoza                           | 1668-1686                       |
| VII                             | Gregorio de Silva i Mendoza                                    | 1686-1693                       |
| VIII                            | Juan de Dios de Silva i Haro                                   | 1693-1737                       |
| IX                              | María Francisca de Silva i Gutiérrez de los Ríos               | 1737-1770                       |
| X                               | Pedro de Alcántara Álvarez de Toledo i Silva                   | 1770-1790                       |
| XI                              | Pedro de Alcántara Álvarez de Toledo i Salm-Salm               | 1790-1841                       |
| XII                             | Pedro de Alcántara Tellez-Girón i Beaufort-Spontin             | 1841-1844                       |
| XIII                            | Mariano Téllez-Girón i Beaufort-Spontin                        | 1844-1882                       |
| XIV                             | Fernando Fernández de Córdoba i Pérez de Barradas              | 1887-1936                       |
| XV                              | María de la Paz Fernández de Córdoba i Fernández de Henestrosa | 1952-1997                       |
| XVI                             | Fernando Larios i Fernández de Córdoba                         | actual titular                  |

L'actual titular del ducat, Fernando Larios i Fernández de Córdoba és, també, i per via paterna, marquès de Larios.